# Laophontopsis lamellifera
Laophontopsis lamellifera is een eenoogkreeftjessoort uit de familie van de Laophontopsidae. De wetenschappelijke naam van de soort is voor het eerst geldig gepubliceerd in 1863 door Claus.